# Emily Beatrice Bland
Emily Beatrice Bland, née le 11 mai 1864 et morte le 19 juin 1951, est une artiste anglaise spécialisée dans les paysages, les natures mortes et les peintures de fleurs.

## Biographie
Emily Beatrice Bland naît le 11 mai 1864 à Lincoln. Elle étudie à la Lincoln School of Art, puis de 1892 à 1894 à la Slade School of Art sous la direction d'Henry Tonks et de Fred Brown.
Elle expose à la Royal Academy et aux expositions d'automne de Liverpool. Elle expose pour la première fois au New English Art Club en 1897 et est élue membre en 1926. Elle expose en solo aux Leicester Galleries en 1922. Son travail fait partie de la collection permanente de la Tate Gallery.
Emily Beatrice Bland meurt le 19 juin 1951.